# 현경 (트로트 가수)
현경(본명: 김현경, 1986년 12월 19일 ~ )은 대한민국의 가수이다.

## 학력
- 충남대학교 미술학과 졸업

## 경력
- 2008년 TJB대전방송 오행오감 리포터

## 데뷔
- 2008년 1집 앨범 "오늘 시간 어떠세요"

## 음반
- 2008년 1집 오늘 시간 어떠세요